# Sel de bore
 (décembre 2016).
Améliorez-le ou discutez des points à vérifier. 
Le sel de bore est un produit chimique à base de borax. Il est utilisé dans le domaine pharmaceutique, pour la conservation des aliments dans certains pays, pour la résistance au feu de certains matériaux de construction ou encore comme antiseptique. 

## Description
Connu depuis l’antiquité, le sel de bore est extrait de carrières d'Amérique du Nord. Il tue (par inhalation ou absorption) les bactéries contenues dans l'estomac des termites ou des larves xylophages, les empêchant de digérer ou de transformer la matière pour élimination.
Le sel de bore peut servir à traiter le bois contre les xylophages et les champignons lignivores, en plus de retarder le feu. Les insectes ne pondront plus sur un bois traité au sel de bore qui sert de répulsif. Lorsqu'il est en contact avec une chaleur intense, il dégage des molécules d'eau et carbonise instantanément la surface du bois ou de la cellulose en contact avec la chaleur. Le sel de bore est également très utilisé pour la fabrication des isolants dont le principal est la laine de verre.
- Il est fongicide.

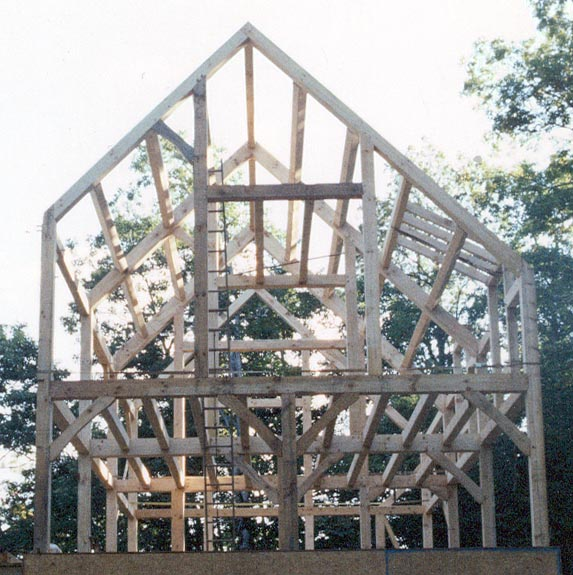
Le sel de bore protège le bois contre les champignons et les xylophages.

- Il est un efficace répulsif d'insecte et de champignons.
- Le sel de bore est facilement lavable à l'eau chaude.
- Il retarde la propagation du feu

## Mise en pratique

### Produits pharmaceutiques
Produits pharmaceutiques dans la composition desquels entre le sel de bore :
- gouttes anti-infectieuses pour les yeux en vente libre ;
- poudres anti-infectieuses topique en vente libre ;
- solution antifongique topique en vente libre ;
- rince-bouche/bain de bouche pour usage professionnel (à 68,6 % d'acide borique) ;
- médicaments homéopathiques ;
- médicament dérivé du borate intraveineux sur ordonnance ;
- produits anti-infectieux vétérinaire pour les yeux en vente libre ;
- produit anti-infectieux vétérinaire topique délivré sur ordonnance ;
- désinfectants de surface.

### Traitement du bois
Pour traiter le bois de construction (compter environ 1 kg de sel de bore pour 10 litres d'eau chaude. Utiliser une buse d'assez gros diamètre pour la pulvérisation si le sel de bore n'est pas suffisamment dissous. Craignant le lavage par la pluie, après nettoyage appliquer une peinture, une lasure ou vernis pour fixer le sel de bore dans le bois de surface.
Traitement préventif :
- dissoudre le sel dans de l'eau chaude (+30°) ;
- pulvérisation abondante  des pièces de bois.

Traitement curatif :
- injection tous les 33 cm en quinconce dans l'axe neutre du bois ;
- pulvérisation abondante.

Temps de séchage :
- il faut compter environ 24 heures pour un séchage adéquat ;
- éviter d’entreposer des aliments ou des fourrures avant le séchage complet[2].

### Traitement de la cellulose
La ouate de cellulose est traitée au sel de bore pour la rendre résistante au feu, répulsive aux xylophages, dont termites, aux vermines et rongeurs et insensible aux champignons lignivores(fongicide).
Depuis le 9 février 2011 selon le JORF d’août 2010 concernant la mise sur le marché des produits biocides, certains biocides, en particulier le sel de bore, sont interdits  de mise sur le marché.
Il semblerait que la Directive européenne 98/8/CE du parlement européen et du Conseil du 16 février 1998  antérieure au JORF donc cité plus haut autoriserait l'utilisation du sel de bore dans certains types d'applications (lutte contre les vermines par exemple). Ce qui en autorise donc l'utilisation dans la ouate de cellulose. 
Il faut noter qu'aucun pays européen ne limite l'utilisation du sel de bore dans les traitements de protection des matériaux biosourcés. Les producteurs de laines minérales sont par ailleurs les principaux consommateurs de sels de bore dans le secteur de matériaux d'isolation.

## Précautions à prendre
Parfois recommandé dans les recettes maison, il s'agit néanmoins d'un agent chimique nocif si ingéré ou inhalé en grande quantité. À grande dose, le borax peut entrainer nausées, irritations cutanées, essoufflement, maux de tête et de graves lésions des organes en cas d'empoisonnement sévère .